# Руликовский, Эдвард
Эдвард Леопольд Руликовский пол. Edward Leopold Rulikowski; 1825[…], Великая Мотовиловка, Васильковский уезд, Российская империя — 21 апреля 1900, Великая Солтановка, Васильковский уезд, Российская империя), польский историк и этнограф, уроженец и исследователь Правобережной Украины.

## Биография

герб Борейков

Эдвард Леопольд Руликовский (творческие псевдонимы — Эдвард из Порадова, Онуфрий из Порадова) родился в 1825 году в селе Великая Мотовиловка Васильковского уезда в зажиточной семье местного помещика Юзефа Казимежа Антония Руликовского из Гонятичей и его жены Софии из Борейков. Отец Эдварда был маршалком уездной шляхты и основателем костела в Великой Мотовиловке. Городок Мотовиловка вместе с окрестными населенными пунктами находился в собственности семьи Руликовских с середины XVIII века, которая получила его в наследство от известного рода Аксаков.
Детство Эдварда прошло рядом с братьями Вацлавом и Антонием в имении дедушки Вацлава Борейко (Игнация) в Самострелах. Получил сначала домашнее образование, затем учился в Париже, в Коллеж де Франс и в Сорбонне.
После возвращения в Польшу Эдвард исследует благородные архивы. Тогда он находился под значительным влиянием своих старших товарищей Михала Грабовского, который поощрил молодого Руликовского к изучению истории, и Константина Свидзинского — известного коллекционера и любителя старины, родственника жены брата Вацлава. Результатом работы Эдварда стала его монография «Описание Васильковского уезда с точки зрения истории, обычаев, статистики». Это была первая комплексная краеведческая работа на южной Киевщине. Она содержит историю этого региона со времени появления здесь земельной собственности, хронологию смены владельцев, а также бесценный этнографический и топографический материал. Руликовский ввел в научный оборот много новых фактов и материалов. В частности, именно он впервые упомянул о князьях Половцах-Рожиновских и привел письменные источники, об истории этого рода, описал древние пути, которые проходили этими землями, высказал много наблюдений относительно природных явлений. Труд Руликовского пропитан колоритными местными легендами (одна из них — о возникновении названия Белая Церковь), которые автор рассматривал как этнографический источник с зернами правды.
Работа Э. Руликовского получила высокую оценку тогдашних ученых, в частности Юлиана Бартошевича и Вацлава Александра Мачейовского, одобрительно отозвался о ней Иоахим Лелевель. Книгу перевели на русский язык. Лаврентий Похилевич, автор «Сказаний о населенных местностях Киевской губернии» отмечает:
Похилевич в своих произведениях часто несправедливо и не совсем корректно критикует предшественника, хотя именно труды Руликовского, а не Похилевича позже признали лучшими краеведческими работами о Киевщине XIX века.
Брат Эдварда Вацлав с 1840 до 1856 года владел имением в Пашковке (ныне Макаровского района), где в имении нашел архив магнатов Харленских, который содержал очень много ценных сведений из истории Приирпенья. Именно они легли в основу второй фундаментальной книги Руликовского «Описание уезда Киевского», которая вышла в свет уже после его смерти. Собирая материалы для этой книги, автор пять лет работал в архивах Львова, Рима и Парижа, где завязал контакты с Северином Гощинским.
В 1855 году историк опубликовал в «Варшавском дневнике» жизнеописание генерал-майора графа Яна Стахурского — выдающегося военного деятеля Речи Посполитой, который в XVII столетии был комендантом Белой Церкви, вскоре вышла еще одна монография Руликовского, посвященная истории Триполья над Днепром и его окрестностями.
Фрагмент книги «Описание уезда Киевского» — «Дороги и пути на правом берегу Днепра» 1878 года был напечатан в сборнике «Atteneum», следующим в сборнике «Цветы и плоды» вышел труд «в Течение нескольких столетий», в которой описывается история Острогщины с XIV до XVIII века. В «Сборнике сведений, касающихся антропологии края», ее выдавала Антропологическая комиссия Академии наук, членом которой ученый стал 1879 года, были опубликованы статьи «Этнографические записки из Украины», «Могила в Геленивце Васильковского уезда на Украине, исследованная в 1879 году», «Каменные бусины, найденные на правом берегу бассейна Днепра». Время от времени труда Руликовского публиковали в «Хронике ведомостей с края и границы» («Слово об отце Мазепы»), «Варшавском дневнике» («О Мазепе») и других изданиях.
Как член Археологического и Статистического общества принимал участие в съездах российских археологов в Киеве 1874 и 1899 годов, активно занимался проведением местных археологических исследований, раскопками курганов. Эдвард Руликовский имел в Великой Мотовиловке каменный двухэтажный дом, а также сад, в который свозил «останки старины, чтобы предотвратить их от уничтожения». Он объездил всю Киевщину, побывал в каждом описанном им населенном пункте.
С 1880 года Эдвард Руликовский сотрудничал с редакцией «географического Словаря Королевства Польского и других славянских краев», был автором многих статей относительно местностей на Украине (в частности, Монастырище, Самострелы) и Белоруссии.
Марьян Дубецкий, издатель книги «Описание уезда Киевского», отмечает, что в «Словаре географическом...» "«ни одна из земель древней Речи Посполитой не была так основательно проработана, как эти окрестности Киевщины, описанные Эдвардом Руликовским»".
До последних дней ученый не оставлял своих исследований. Книга «Описание уезда Киевского», — вспоминал Марьян Дубецкий, — попала к нему «без титульной страницы, нескольких страниц в конце и нескольких в середине». Изданная даже в таком виде через 13 лет после смерти автора, она и сегодня — бесценный кладезь для краеведов.
В рукописи осталась еще одна книга — «История внешняя, а также внутренняя Киева в связи с общей историей края», согласно завещанию автора, хранится в Оссолинеуме во Львове. В 1899 году Э. Руликовский передал в дар свою археологическую коллекцию созданному в Киеве Музею древностей и искусства.

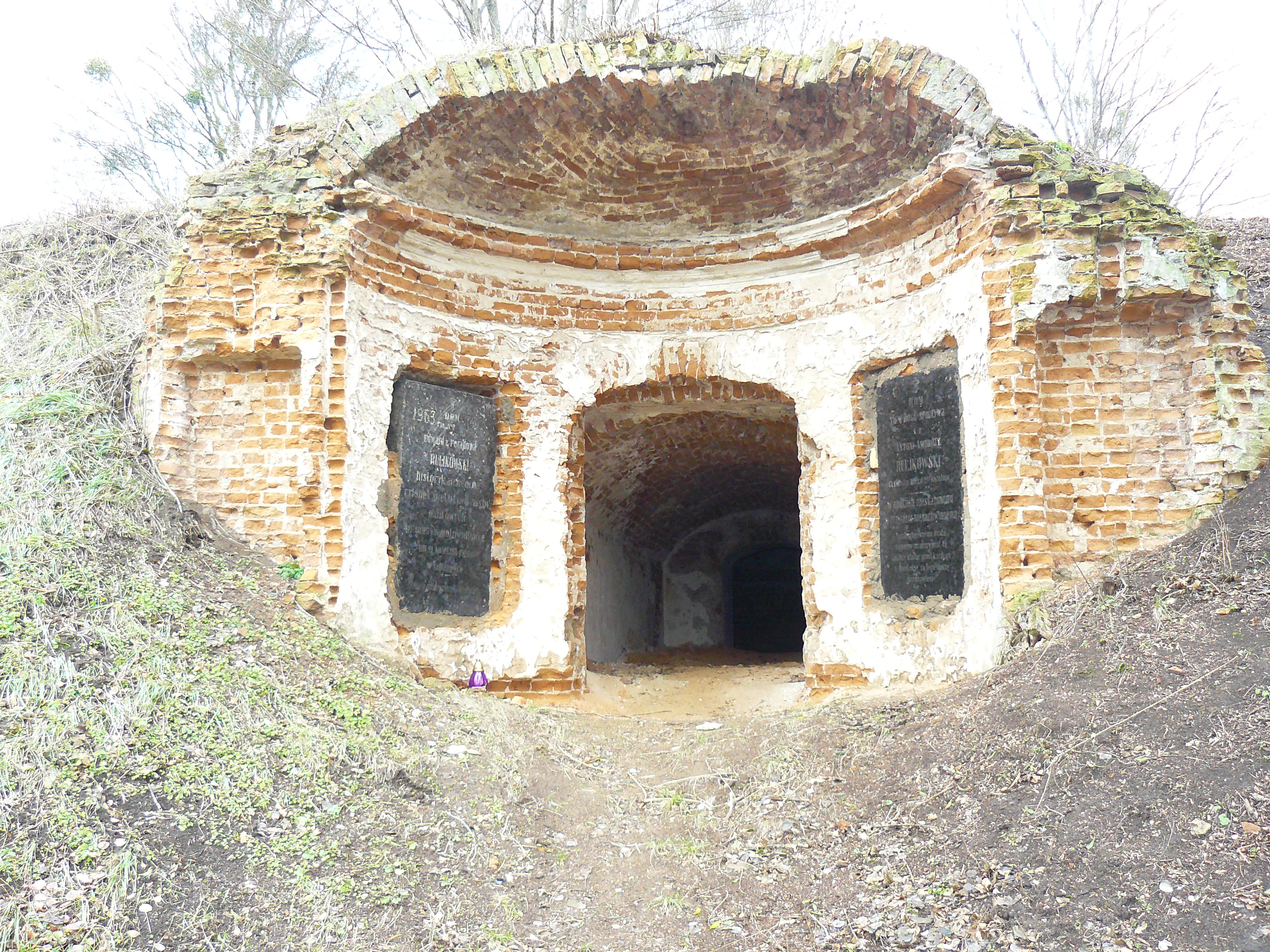
Усыпальница Руликовских в с. Великая Мотовиловка Фастовского района Киевской области. Фото 2015 г., до реставрации.

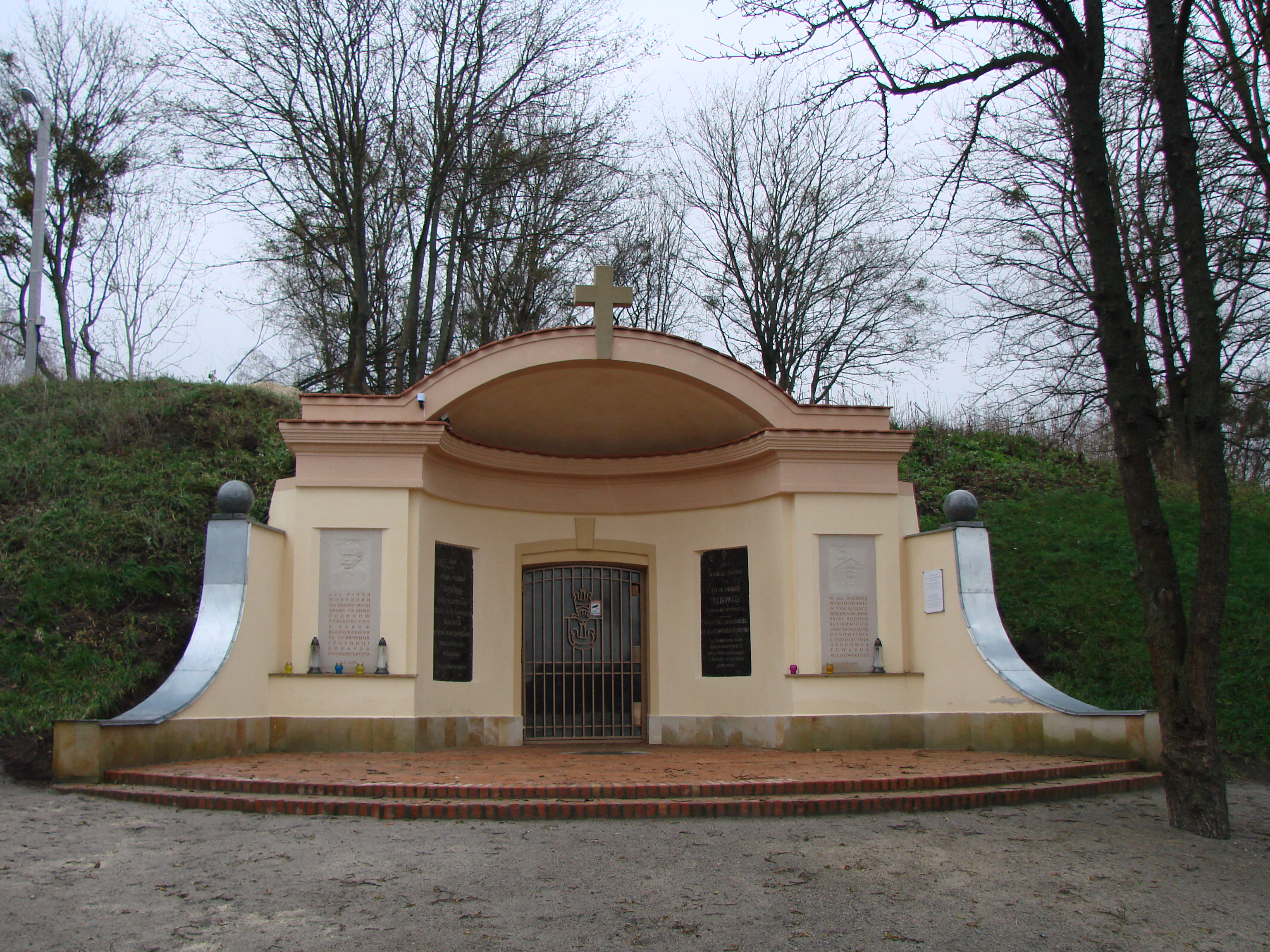
Усыпальница Руликовских в с. Великая Мотовиловка Фастовского района Киевской области. Фото 2017 г., после реставрации.

Последние годы своей жизни исследователь провел в Киеве. Й. Талько-Хринцевич оставил нам такое описание внешности этого необычного человека: «Лицо имел серьезное. Вся фигура будто вынута из рамы старого исторического портрета...» Умер Эдвард Руликовский 21 апреля 1900 года в Солтановке вблизи Киева. Его похоронили в семейной усыпальнице в Великой Мотовиловке, возле которой находится местный дом культуры.
Его огромное наследие, содержавшее копии архивных и библиотечных материалов, этнографические коллекции и корреспонденцию, сохранялась в начале XX века в Сан-Джулиано возле Пизы в Италии, где жила его племянница и наследница, дочь Эдмунда Руликовского Эльжбета Бошняцка. Впоследствии она передала ее в Оссолинеум во Львове, где по крайней мере какая-то ее часть хранится до сих пор.

## Работы
Важнейшие труды Э. Руликовского:
- «Opis powiatu Wasilkowskiego» (1853),
- «Dawne drogi и szlaki па prawym brzegu Dniepra» («Ateneum» 1878),
- «Zapiski etnograficzne z Ukrainy» (1879),
- «Opis powiatu Kijowskiego» (1913);
- ст. и справки о города и села Украины в вид. «Słownik geograficzny Królewstwa Polskiego i innych krajów slowiańskich» (1880–1904).

## Чествования
20 декабря 2015 в Большом Мотовилівці состоялся вечер-реквием к 190-летию со дня рождения ученого.